# Acanthacris
Acanthacris là một chi châu chấu châu Phi. Chi này có các loài sau:
- Acanthacris aithioptera
- Acanthacris deckeni
- Acanthacris elgonensis
- Acanthacris ruficornis

## Hình ảnh

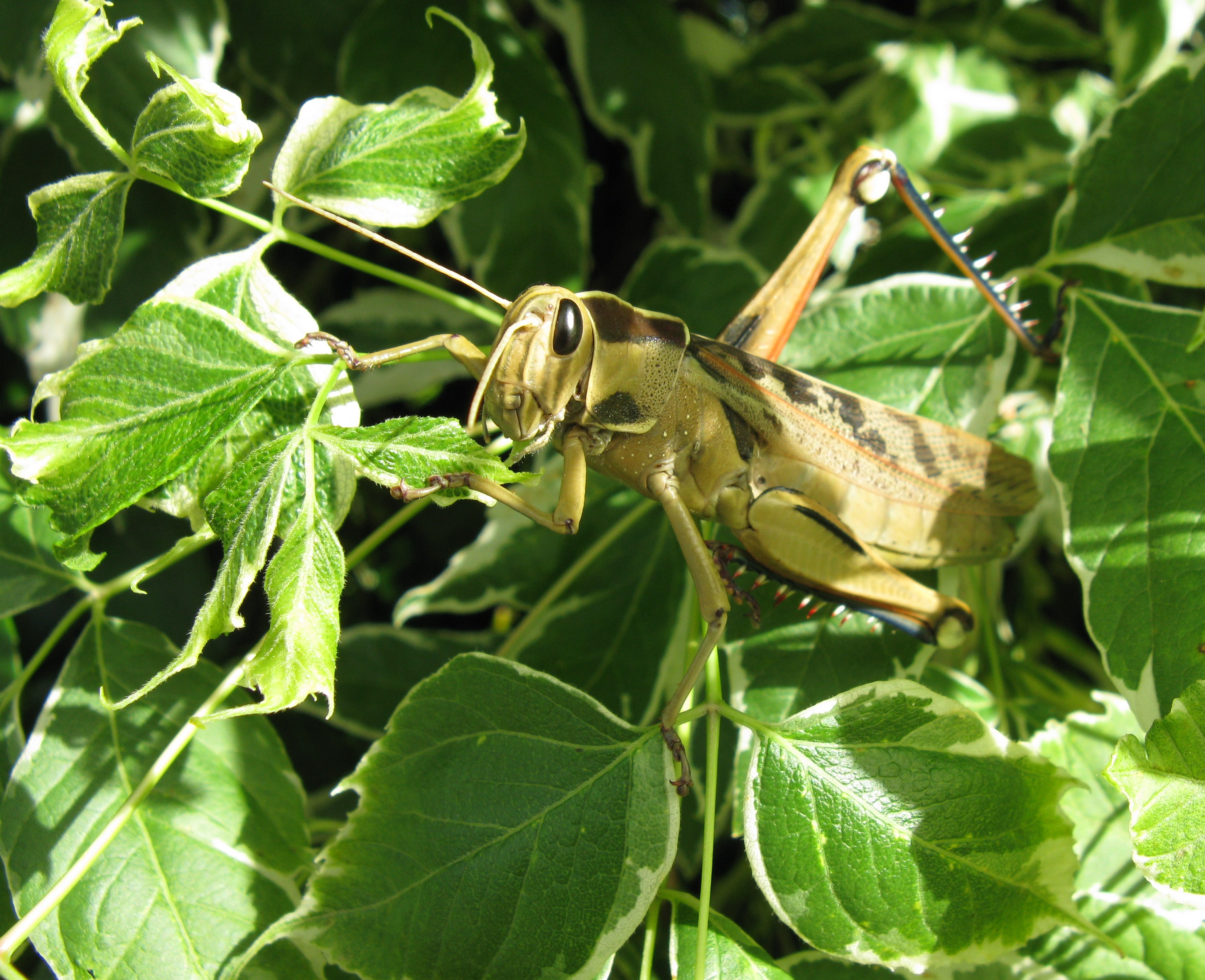
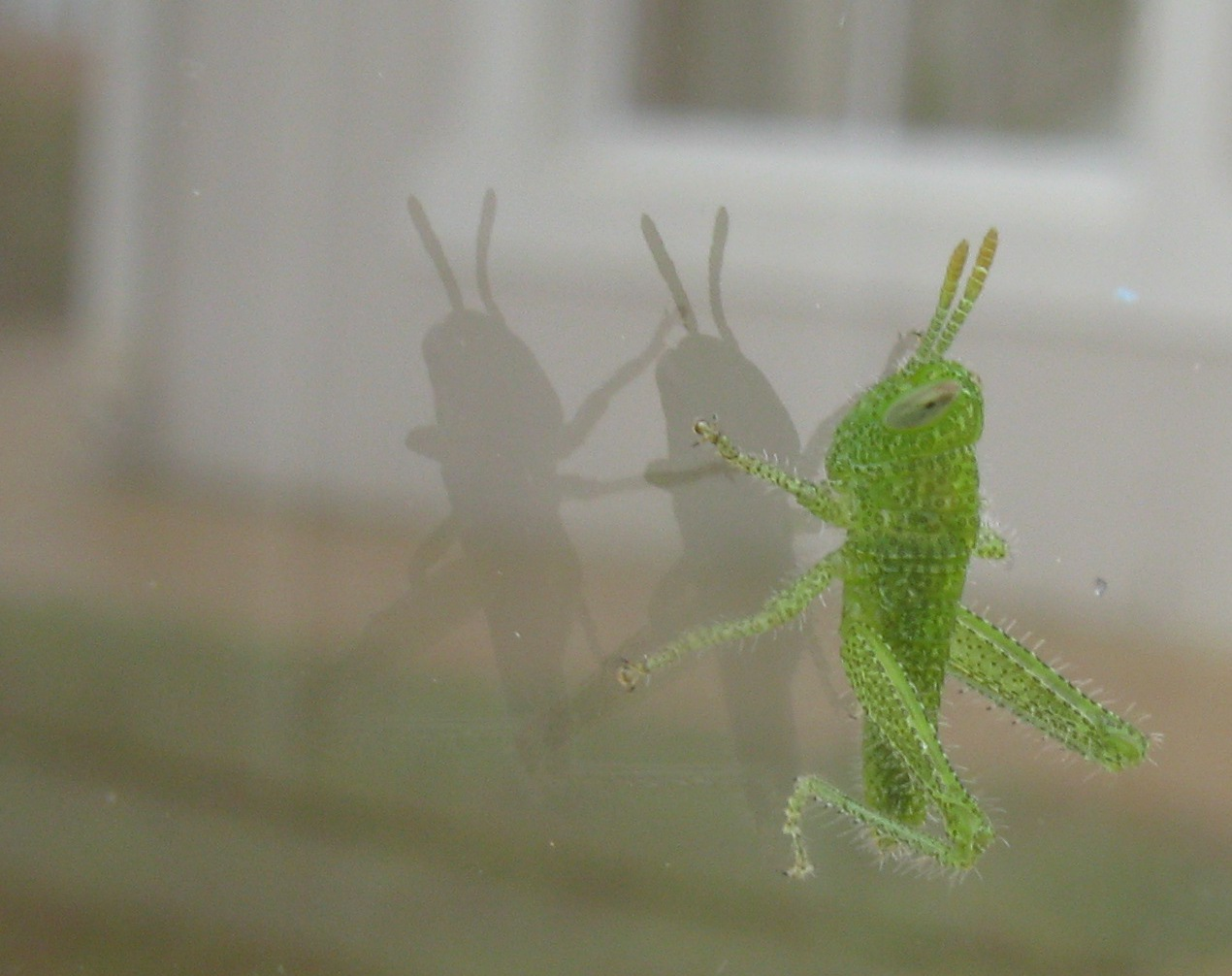
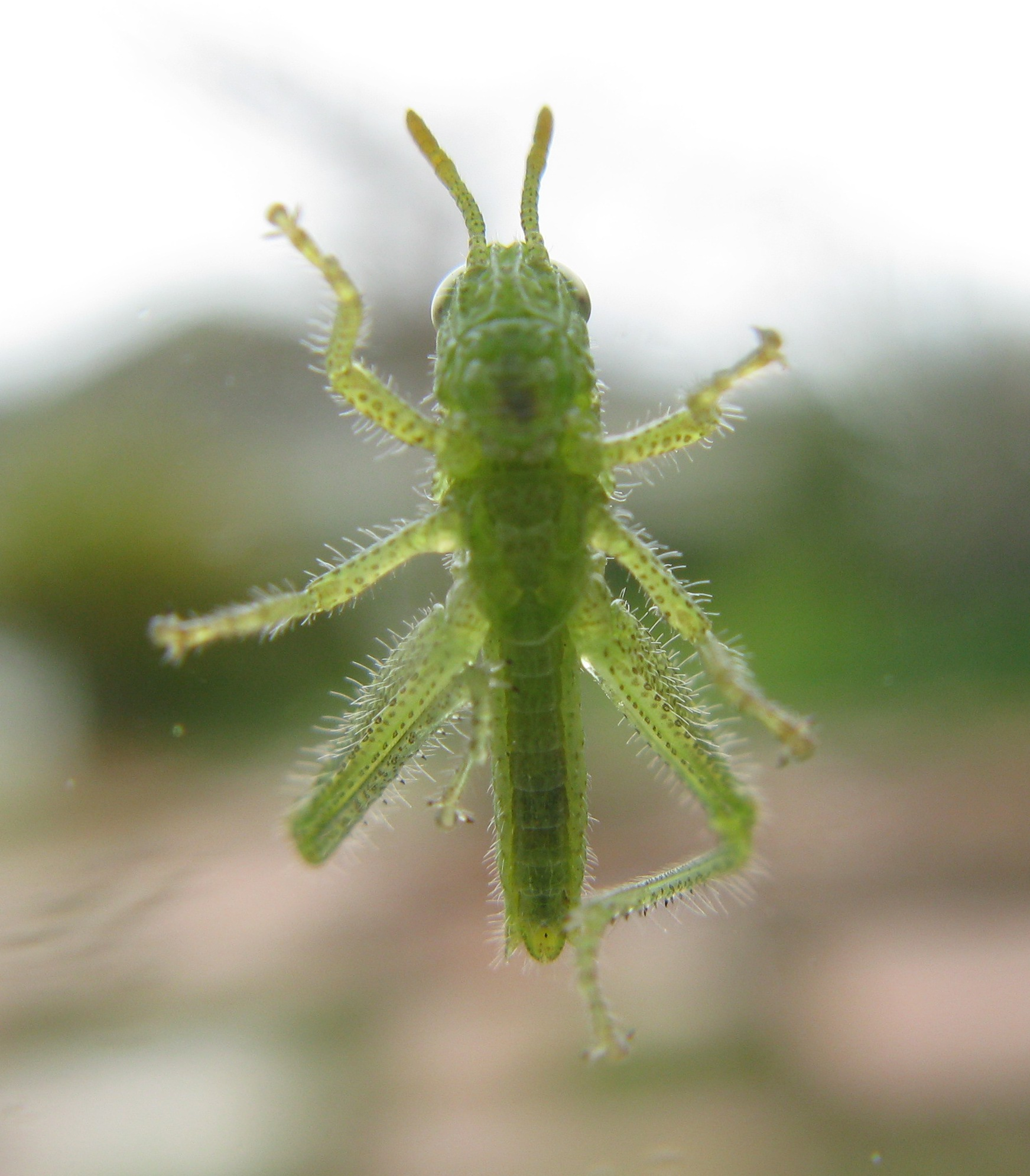
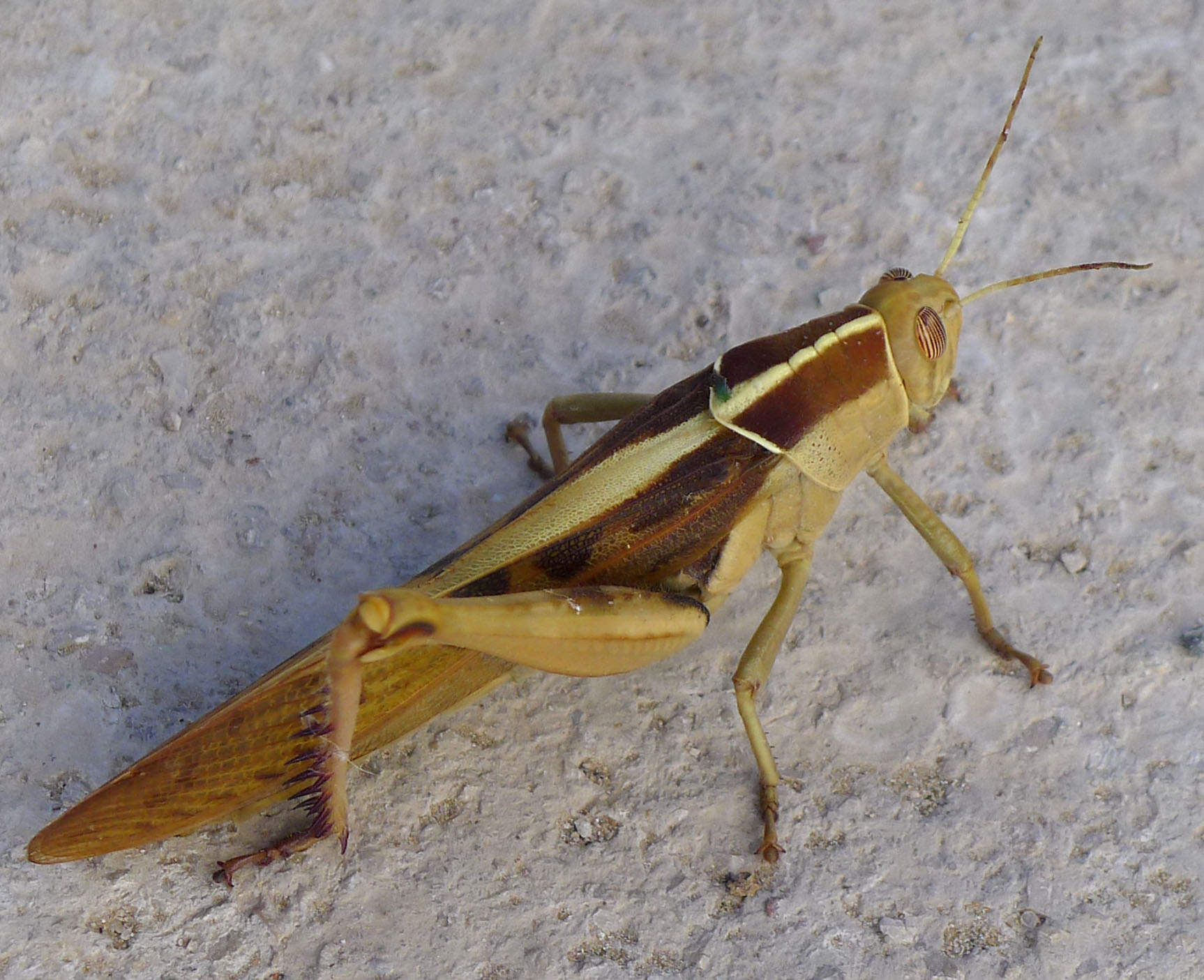